# Перило I (Авелино)
Перило I је насеље у Италији у округу Авелино, региону Кампанија.
Према процени из 2011. у насељу је живело 96 становника. Насеље се налази на надморској висини од 492 м.